# Timo Soini
Pour les articles homonymes, voir Soini (homonymie).
Timo Juhani Soini, né le 30 mai 1962 à Rauma, est un homme politique finlandais, membre du parti Réforme bleue. Il est président des Vrais Finlandais de 1997 à 2017 et ministre des Affaires étrangères  dans le gouvernement Sipilä de 2015 à 2019.

## Biographie
Timo Soini rejoint le Parti rural de Finlande en 1979 à l'âge de 16 ans. Il en devient secrétaire du parti en 1992. En 1995, après la dissolution du parti, il prend part à la création du parti des Vrais Finlandais dont il devient le président de 1997. Un poste qu'il ne quittera qu'en 2017. 
Conseiller municipal d'Espoo depuis 2000, il est élu député pour la première fois dans les élections législatives de 2003. 
Timo Soini est candidat à l'élection présidentielle de 2006, pour laquelle il obtient 3,4 % des voix.
Il mène également son parti lors des élections législatives de 2007 où le parti recueille 4,1 % des suffrages lui offrant cinq sièges au parlement. Quatre ans plus tard en 2011, son parti, les Vrais Finlandais, réalise une percée puisqu'il recueille alors 19,1 % des suffrages et 39 sièges, le parti arrive donc en troisième position après le Parti de la coalition nationale (20,4 %) et le Parti social-démocrate (19,1 %). Il s'agit de la plus grande percée électorale lors d'élections législatives. Il est candidat lors des élections législatives de 2011, où il est réélu député ; il abandonne alors son poste de député européen pour revenir au parlement finlandais. 
Lors des élections législatives du 19 avril 2015, le parti arrive en troisième position avec 17,7% des voix et 38 sièges, derrière le Parti de la coalition nationale et le Parti du centre. Il forme alors une coalition avec ces deux derniers et le gouvernement tripartite entre en fonction le 29 mai suivant, avec Timo Soini comme ministre des Affaires étrangères. D'autres membres de son parti sont nommés aux ministères de l'Emploi, de la Défense, des Affaires européennes et des Affaires sociales.
Il est alors très contesté par la frange radicale de son parti, qui l'accuse de ne rien faire contre l'immigration. Des groupuscules d'extrême droite, jusque-là actifs uniquement sur Internet, descendent dans les rues, où ils dénoncent la supposée inaction des Vrais Finlandais.
En mars 2017, il annonce son intention de ne plus être leader du parti des Vrais Finlandais et soutient la candidature de Sampo Terho contre Jussi Halla-aho. Après la victoire de ce dernier et la scission du parti, Timo Soini rejoint la Réforme Bleue. 
Il ne se représente pas lors des élections législatives du 14 avril 2019 et décide de quitter la politique, pour un temps. Le parti Réforme Bleue disparait du paysage politique lors de ces élections, remportant moins de 1 % des voix. Il a écrit un ouvrage sur le populisme, publié en janvier 2020. 
Il avait auparavant écrit deux ouvrages bibliographiques, en 2008 et en 2014.

### Positionnement politique
Il est particulièrement opposé à toute aide financière à la Grèce. Sur le plan des valeurs, il s'est converti au catholicisme car il n'approuve pas que les femmes puissent être pasteur. Il a également pris part, lors d'un séjour à Paris, à la Manif pour tous.
En mai 2018, alors ministre des Affaires étrangères, il critique ouvertement sur son blog personnel le droit à l'avortement à la suite du référendum en Irlande et du débat en Argentine. Cette prise de position vivement critiquée car contraire à la ligne du gouvernement, mène à un vote de confiance au Parlement finlandais.
Il défend une ligne politique économique semblable à celle de l'AFD allemande : rejet des plans de soutien aux pays européens en difficulté et réduction des dépenses publiques.